# Mizuho (Gifu)
Mizuho (Japans: 瑞穂市, Mizuho-shi) is een stad in de prefectuur Gifu op het eiland Honshu in Japan. De stad heeft een oppervlakte van 28,18 km² en eind 2008 bijna 52.000 inwoners. De Asahi Universiteit is in Mizuho gevestigd.

## Geschiedenis
Op 1 oktober 1948 werd het dorp Hozumi een gemeente en op 1 april 1964 werd ook het dorp Sunami een gemeente.
Op 1 mei 2003 werd Mizuho een stad (shi) na de samenvoeging van de gemeentes Hozumi (穂積町, Hozumi-chō) en Sunami (巣南町, Sunami-chō), beide uit het district Motosu.

## Bezienswaardigheden
- Mie-jinja
- Tenjin-jinja
- Ozu-park

## Verkeer
Mizuho ligt aan de Tokaido-hoofdlijn van de Central Japan Railway Company en aan de Tarumi-lijn van de Tarumi Spoorwegen.
Mizuho ligt aan autoweg 21.

## Geboren in Mizuho
- Taka Hirose (広瀬 隆, Takashi Hirose), bassist van Feeder (band)

## Aangrenzende steden
- Gifu
- Motosu
- Ōgaki